# سرتنگ شبکوری
سرتنگ شبکوری، روستایی از توابع بخش مرکزی شهرستان ایذه در استان خوزستان ایران است.

## جمعیت
این روستا در دهستان پیان قرار دارد و بر اساس سرشماری مرکز آمار ایران در سال ۱۳۸۵، جمعیت آن ۲٬۱۴۶ نفر (۳۶۱خانوار) بوده‌است.